# All Right
„All Right” este un cântec compus și înregistrat de muzicianul american Christopher Cross. A fost lansat în ianuarie 1983 ca single principal al albumului Another Page.  Cântecul a fost folosit în secvențe din NBA în timpul sezonului 1982–1983.

## Lista melodiilor
1. All Right 4:01
2. Long World 3:32

## Clasamente
| Clasament (1983)                             | Poziție de vârf |
| -------------------------------------------- | --------------- |
| Belgia (Ultratop 50 Flanders)                | 15              |
| Canada Top Singles (RPM)                     | 13              |
| Germania (Media Control Charts)              | 23              |
| Irlanda (IRMA)                               | 14              |
| Italia (FIMI)                                | 13              |
| Olanda (Dutch Top 40)                        | 16              |
| Noua Zeelandă (Recorded Music NZ)            | 44              |
| Norvegia (VG-lista)                          | 5               |
| Spania (AFYVE)                               | 4               |
| Elveția (Schweizer Hitparade)                | 5               |
| UK Singles (The Official Charts Company)     | 51              |
| U.S. Billboard Hot Adult Contemporary Tracks | 3               |
| U.S. Billboard Hot 100                       | 12              |

## Legături externe
- Versurile complete ale acestei piese pe MetroLyrics